# サカバ

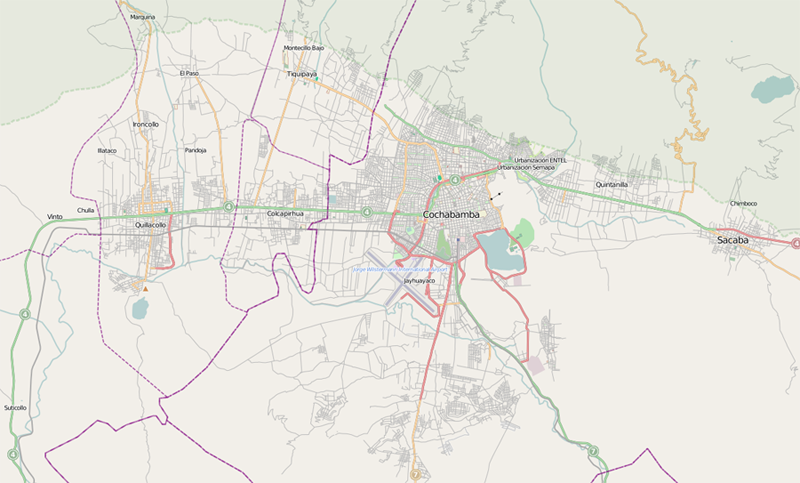
コチャバンバ都市圏の地図。サカバは右端。

サカバ（スペイン語: Sacaba）は、ボリビア中央のコチャバンバ県のチャパレ郡の郡都。
2012年の人口は15万110人。
県都コチャバンバの13km東に位置し、県内第2の人口を持つ。
コチャバンバへの通勤者が多い。

## 人口
人口増加が激しく、1976年から2012年の36年間に約27倍になった。
国内総人口と比較すると、0.12%から約12倍の1.49%に、県の人口と比較すると0.77%から約10倍の7.73%に急増している。
- 1976年9月29日：5554人
- 1992年6月3日：3万6905人
- 2001年6月29日：9万2581人
- 2012年11月21日：15万110人

## 歴史
2002年、アメリカ合衆国が強引に推し進めるコカ撲滅作戦への反乱が起きた。
その結果、コカ農家運動とボリビア社会主義運動の指導者であるエボ・モラレスは、サカバのコカ市場の閉鎖に反対した事によって、下院議員から除名される。
後に除名は違憲とされ、復帰する。
2006年、モラレスは先住民として初めて、第80代大統領に就任した。
後にモラレスは、「先住民の伝統的な生活必需品としてコカの栽培を促進するのであり、コカインの精製・密輸は許さない」と述べた。

## 食文化
- クイ(モルモット)
- チチャ(酒)